# Charlotta Säfvenberg
Charlotta Säfvenberg (ur. 7 października 1994 w Kungsbacka) – szwedzka narciarka alpejska, dwukrotna medalistka mistrzostw świata juniorów.

## Kariera
Po raz pierwszy na arenie międzynarodowej Charlotta Säfvenberg pojawiła się 20 listopada 2009 roku w Tärnaby, gdzie w zawodach FIS Race w slalomie zajęła czwarte miejsce. W 2011 roku zdobyła złote medale slalomie i zawodach drużynowych podczas olimpijskiego festiwalu młodzieży Europy w Libercu. W tym samym roku wystartowała na mistrzostwach świata juniorów w Crans-Montana, jednak nie ukończyła żadnej konkurencji. Podczas rozgrywanych dwa lata później mistrzostw świata juniorów w Québecu wspólnie z kolegami z reprezentacji wywalczyła złoty medal w drużynie. Brała także udział w mistrzostwach świata juniorów w Jasnej 2014 roku, zdobywając srebrny medal w slalomie. W zawodach tych rozdzieliła na podium Petrę Vlhovą ze Słowacji oraz Niemkę Marinę Wallner.
W zawodach Pucharu Świata zadebiutowała 29 grudnia 2012 roku w Semmering, gdzie nie zakwalifikowała się do drugiego przejazdu w slalomie. Pierwsze pucharowe punkty wywalczyła 16 listopada 2013 roku w Levi, zajmując czternaste miejsce w tej samej konkurencji. Najlepsze wyniki osiągnęła w sezonie 2014/2015, kiedy zajęła 66. miejsce w klasyfikacji generalnej.

## Osiągnięcia

### Igrzyska olimpijskie
| Miejsce | Dzień    | Rok  | Miejscowość | Konkurencja | Czas biegu | Strata | Zwyciężczyni |
| ------- | -------- | ---- | ----------- | ----------- | ---------- | ------ | ------------ |
| 24.     | 9 lutego | 2022 | Pekin       | Slalom      | 1:44,98    | +3,72  | Petra Vlhová |

### Mistrzostwa świata
| Miejsce | Dzień     | Rok  | Miejscowość | Konkurencja | Czas biegu | Strata | Zwyciężczyni     |
| ------- | --------- | ---- | ----------- | ----------- | ---------- | ------ | ---------------- |
| 24.     | 16 lutego | 2019 | Åre         | Slalom      | 1:57,05    | +5,14  | Mikaela Shiffrin |

### Mistrzostwa świata juniorów
| Miejsce | Dzień     | Rok  | Miejscowość   | Konkurencja     | Czas biegu | Strata | Zwyciężczyni         |
| ------- | --------- | ---- | ------------- | --------------- | ---------- | ------ | -------------------- |
| DNF1    | 2 lutego  | 2011 | Crans-Montana | Gigant          | 2:28,27    | -      | Sara Hector          |
| DNF2    | 3 lutego  | 2011 | Crans-Montana | Slalom          | 1:40,32    | -      | Jessica Depauli      |
| DNF     | 5 lutego  | 2011 | Crans Montana | Supergigant     | 1:28,23    | -      | Elena Curtoni        |
| DNF1    | 1 marca   | 2012 | Roccaraso     | Slalom          | 1:42,69    | -      | Stephanie Brunner    |
| 49.     | 3 marca   | 2012 | Roccaraso     | Gigant          | 2:45,02    | +10,04 | Ragnhild Mowinckel   |
| DNF2    | 21 lutego | 2013 | Québec        | Slalom          | 1:52,10    | -      | Magdalena Fjällström |
| 1.      | 23 lutego | 2013 | Québec        | Drużynowo       | ?          | -      | -                    |
| 24.     | 27 lutego | 2014 | Jasná         | Gigant          | 1:52,86    | +4,28  | Marta Bassino        |
| 2.      | 28 lutego | 2014 | Jasná         | Slalom          | 1:36,09    | +0,17  | Petra Vlhová         |
| 56.     | 3 marca   | 2014 | Jasná         | Supergigant     | 1:14,71    | +3,75  | Corinne Suter        |
| DSQ2    | 3 marca   | 2014 | Jasná         | Superkombinacja | 2:11,34    | -      | Elisabeth Kappauer   |
| 14.     | 7 marca   | 2015 | Hafjell       | Gigant          | 2:25,14    | +1,72  | Nina Ortlieb         |
| DNF2    | 9 marca   | 2015 | Hafjell       | Slalom          | 1:43,54    | -      | Paula Moltzan        |

### Puchar Świata

#### Miejsca w klasyfikacji generalnej
- sezon 2013/2014: 79.
- sezon 2014/2015: 66.
- sezon 2017/2018: 110.
- sezon 2018/2019: 67.
- sezon 2020/2021: 99.
- sezon 2021/2022: 78.

#### Miejsca na podium w zawodach
Säfvenberg nie stawała na podium zawodów PŚ.